# Holothyrida
Holothyrida é uma ordem de ácaros do grupo Parasitiformes. Possui distribuição restrita a Gondwana. Cerca de 25 espécies são descritas.

## Taxonomia
Três famílias são reconhecidas:
- Allothyridae van der Hammen, 1972
- Holothyridae Thorell, 1882
- Neothyridae Lehtinen, 1981